# Decontaminazione elettrocinetica
La decontaminazione elettrocinetica è una tecnologia di trattamento per la bonifica dei suoli contaminati da metalli pesanti. È un processo di bonifica attualmente considerato fra le tecnologie alternative ai trattamenti consolidati.

## Meccanismo
La tecnica si basa sull'applicazione al suolo contaminato di una differenza di potenziale elettrico mediante elettrodi infissi a una profondità opportuna.
Il campo elettrico generato è in grado di innescare lo spostamento dell'acqua e delle particelle cariche elettricamente (ioni) presenti nel terreno, attraverso i seguenti meccanismi:
- elettrosmosi: movimento di liquidi in mezzi porosi sotto l'azione di un campo elettrico; nel caso specifico, il liquido è rappresentato dall'acqua, mentre il terreno costituisce il mezzo poroso;
- elettromigrazione
- elettroforesi: trasporto di specie ioniche sotto l'azione di un campo elettrico attraverso un fluido.

## Applicazioni
Alcuni ricercatori hanno valutato la possibilità di trattare suoli contaminati da piombo mediante l'uso congiunto di fitoestrazione assistita (mediante il dosaggio di EDTA) e decontaminazione elettrocinetica. I risultati dello studio, che è stato condotto coltivando piante di Brassica juncea su un suolo contenente 3.300 mg/kgss di piombo, hanno mostrato un significativo aumento dei valori di fitoaccumulo di piombo (fino a 5 volte) per i trattamenti combinati
rispetto a quelli dove era previsto solo l'utilizzo di EDTA. L'impiego di chelanti risulta conveniente anche nei trattamenti elettrocinetici applicati a sedimenti contaminati di origine limosa. Ciò è stato dimostrato da alcuni ricercatori che in uno studio a scala di laboratorio hanno ottenuto una consistente mobilitazione di metalli pesanti grazie al dosaggio di EDTA.